# 台北後車站商圈
台北後車站商圈是位於台灣台北市大同區的一個商圈，其範圍涵蓋建成一帶，重慶北路一段、承德路一段、長安西路、華陰街、太原路；因毗鄰原台北後站而得名，台語稱「後車頭（台語發音：āu-tshia-thâu）」，早期也沿用日治時代以來的「後驛」稱之。商圈內多是以精品服飾、配件飾品的批發零售為主。本商圈為臺北市最早的批發業商圈，包括服飾、皮鞋皮件、飾品、化妝品、日用雜貨等應有盡有。在商業環境的改變及消費型態的轉型下，逐步朝向商店街的經營模式發展。

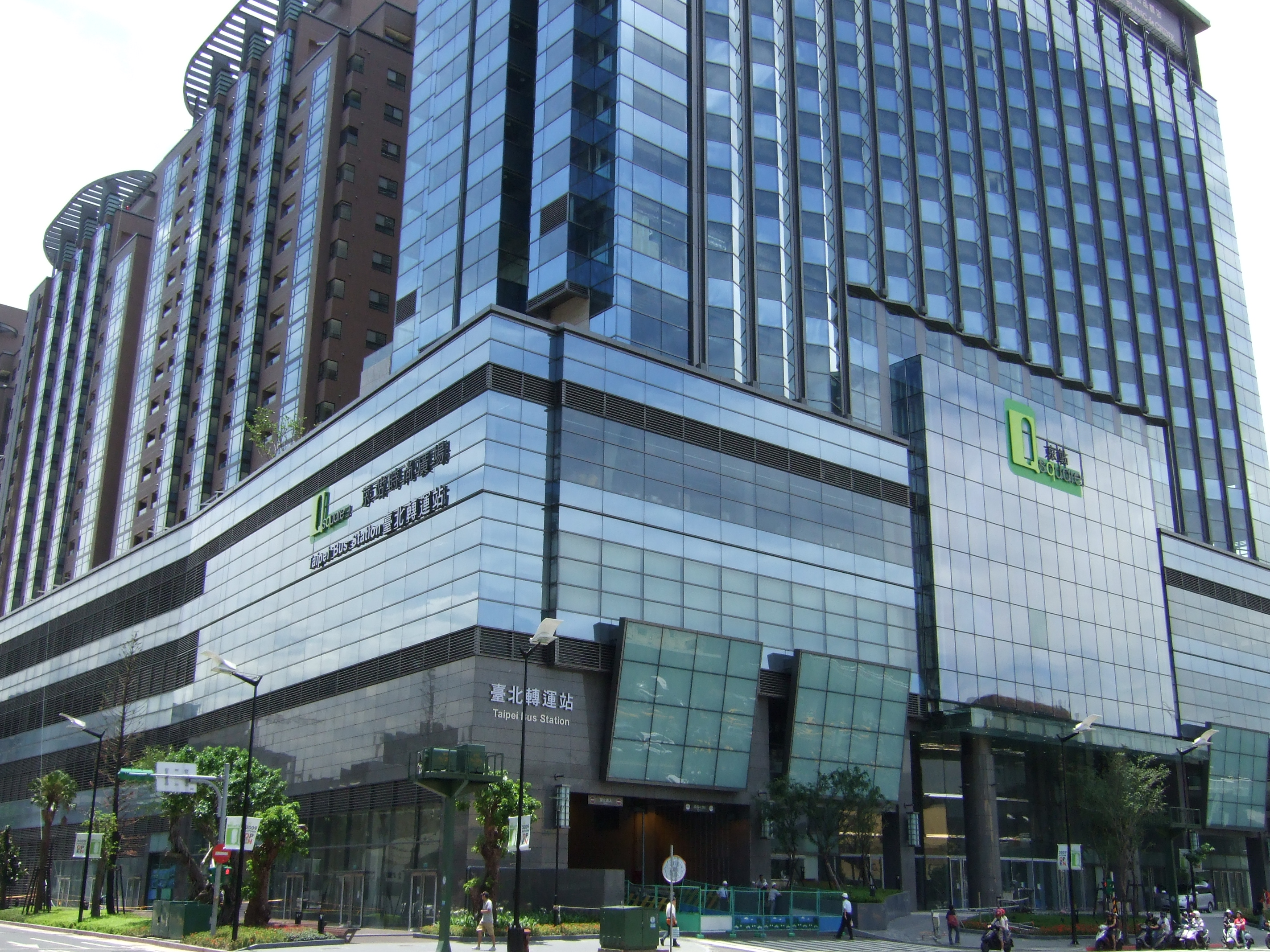
台北轉運站及京站時尚廣場

## 商圈周邊設施
- 台北轉運站
- 台北地下街
- 台北車站
- 建成圓環
- 寧夏夜市
- 華陰街徒步區
- 太原路（五金材料販售街）

## 外部連結
- 後火車站商圈  臺北旅遊網
- 後火車站-飾品街  臺北旅遊網